# Exposición Agropecuaria e Industrial de Río Grande del Sur de 1901
La Exposición Agropecuaria e Industrial de Río Grande del Sur de 1901, también conocida como Exposición Agroindustrial de 1901 fue una exposición de productos agropecuarios e industriales que se dio en la ciudad de Porto Alegre, Brasil, en 1901. Fue parte del ciclo de exposiciones industriales realizdas por el gobierno provincial que incluyeron la Exposición Riograndense de 1866, la Exposición de 1875 y la Exposición Brasileña-Alemana.